# Friedolsheim
Friedolsheim is een gemeente in het Franse departement Bas-Rhin (regio Grand Est) en telt 231 inwoners (2005).
De plaats maakt deel uit van het kanton Saverne in het gelijknamige arrondissement. Tot 1 januari 2015 was het deel van het kanton Hochfelden in het arrondissement Strasbourg-Campagne, die op die dag allebei werden opgeheven.

## Geografie
De oppervlakte van Friedolsheim bedraagt 3,5 km², de bevolkingsdichtheid is 66,0 inwoners per km².
De onderstaande kaart toont de ligging van Friedolsheim met de belangrijkste infrastructuur en aangrenzende gemeenten.

## Demografie
Onderstaande figuur toont het verloop van het inwonertal (bron: INSEE-tellingen).